# His Silent Racket
His silent racket è un cortometraggio del 1933 diretto e interpretato da Charley Chase.

## Trama
Quando James Finlayson è minacciato se la sua impresa di pulizie non sgancia denaro per la protezione ai criminali, egli cerca un compagno per scambiare il problema con lui. Charley Chase prende il lavoro e si trova coi criminali e una bomba sulle sue mani.